# Hassan Sesay
Hassan Mila Sesay (Freetown, 22 ottobre 1987) è un calciatore sierraleonese, difensore svincolato.

## Carriera

### Nazionale
Tra il 2003 ed il 2019 ha giocato complessivamente 12 partite in nazionale.

## Palmarès

### Club

#### Competizioni nazionali
- Coppa di Lega finlandese: 1

Lahti: 2016